# ズギェシ
ズギェシ（ポーランド語:Zgierz [zɡʲɛʂ] ( 音声ファイル)）は、中央ポーランドウッチ県にある都市。ウッチのちょうど北にあり、大都市圏の一部はこの都市が中核となっている。2021年現在、57,974人の人口がある。
ズギェシは1999年の大合併以降、ウッチ県に属している。大合併以前はウッチ中央県（Łódź Metro Voivodeship）に属していた。ズギェシ郡の中心地でもある。
ズギェシは中央ポーランドの最古の都市の1つである。1244年以前には既に、都市権を得たことが分かっている。また、ホテルや会議室だけでなく、巨大なプールやテニスコートも所有する、ポーランドで最も大きいレクリエーションの複合施設である「Nowa Gdynia（新しいグディニャ）」がある。

## 姉妹都市・友好都市
- Glauchau、ドイツ 1996年
- ケジュマロク、スロバキア 1998年
- クピシュキス、リトアニア 1998年
- Manevychi、ウクライナ 1999年
- Gmina Zgierz、ポーランド 2000年
- Orzysz、ポーランド 2001年
- Supraśl、ポーランド 2001年
- ホードメゼーヴァーシャールヘイ、ハンガリー 2005年

## 脚註
1. ↑  “Local Data Bank”.   Statistics Poland. 2022年8月18日閲覧。 Data for territorial unit 1020031.